# Leandro Amaro
Leandro Amaro dos Santos Ferreira, mais conhecido como Leandro Amaro (Campinas, 19 de Junho de 1986), é um futebolista brasileiro que atua como zagueiro. Atualmente joga pelo Central-PE

## Carreira
Leandro Amaro iniciou a sua carreira no Cruzeiro e jogou em vários clubes, mas ganhou destaque no Atlético Goianiense, em 2009, na campanha do clube na Série B, quando o clube ganhou vaga para a primeira divisão do ano seguinte.
Depois, Leandro foi jogar o Campeonato Paulista pelo Botafogo-SP, sendo um dos destaques do clube Campeão do Interior Paulista.
Em abril de 2010, com passe ainda pertencente ao Cruzeiro, foi cedido por empréstimo ao Palmeiras até o final do ano, com opção de compra. Em 13 de agosto de 2010, o Cruzeiro contratou o zagueiro Léo do Palmeiras, em troca do passe definitivo de Leandro Amaro mais R$ 1 milhão.
Em julho de 2012, foi campeão invicto pelo Palmeiras da Copa do Brasil de 2012. O título foi a primeira conquista nacional da equipe depois de 12 anos. Pelo clube marcou 5 gols, sendo um deles na semifinal do Paulistão de 2011, contra o Corinthians.
Após ser muito questionado em 2012 pela queda do Palmeiras para a Série B, foi afastado, e no dia 13 de maio de 2013, acertou, até o fim de 2013, com o Avaí.
Em dezembro de 2014, foi confirmado por empréstimo como reforço do ABC para a temporada de 2015. Marcou seu primeiro gol pelo ABC diante do Boavista na vitória por 1 a 0 em partida válida pela Copa do Brasil, marcou novamente diante do Boavista no jogo de volta na vitória por 2 a 0. Marcou novamente na goleada por 5 a 2 diante do Globo em partida válida pelo Campeonato Potiguar. Marcou três gols na vitória por 4 a 0 diante do Santa Cruz. Em agosto foi dispensado pelo clube por motivos que a diretoria não quis revelar.
Em 2016, jogou pelo Guarani FC, onde foi eleito o melhor zagueiro da Série C do Campeonato Brasileiro, campeonato do qual o clube foi vice-campeão.
Em 2017, atuou pela Ferroviária, onde marcou gols contra o Santos e Mirassol no Campeonato Paulista.
Em 2018, atuou pelo Oeste, onde garantiu o acesso à elite estadual e foi escolhido para a seleção do torneio, eleita pela Federação Paulista de Futebol (FPF).
Em abril de 2019, deixou o Mirassol FC e retornou ao Botafogo/SP, após 9 anos.
Em 2020, se transferiu para o São Bernardo FC.
Em janeiro de 2022, foi contratado pela Portuguesa-RJ. Com o clube, chegou à terceira fase da Copa do Brasil. No clube carioca, foram 39 jogos, com 3 gols marcados.
Fechou com River-PI para a disputa do Campeonato Piauiense 2023. Como capitão do time, foi campeão do estadual e eleito para a Seleção dos melhores do campeonato.

## Títulos
Botafogo - SP
- Campeonato Paulista do Interior: 2010

Palmeiras
- Copa do Brasil: 2012
- AEGON AJAX Internacional Challenge: 2012 [29]

ABC
- Copa RN: 2015

Mirassol
- Vice-Campeonato Paulista Série A2: 2016

Guarani
- Vice-Campeonato Brasileiro Série C: 2016

River-PI
- Campeonato Piauiense: 2023

### Prêmios Individuais
- Seleção do Campeonato Potiguar: 2015

- Seleção do Campeonato Brasileiro da Série C 2016